# پتوس (آرکانزاس)
پتوس (به انگلیسی: Pettus) یک منطقهٔ مسکونی در ایالات متحده آمریکا است که در آرکانزاس واقع شده است. پتوس ۷۰٫۱ متر بالاتر از سطح دریا قرار دارد.